# Науково-дослідний інститут козацтва
Науково-дослідний інститут козацтва (НДІ Козацтва, Інститут козацтва, НДІК, Науково-дослідний інститут козацтва) — центр з вивчення історії козацтва в Україні й інших країнах світу. Створений 15 серпня 1998 року наказом директора Інституту історії України НАН України (ІІУ) академіка В. А. Смолія як дослідницький осередок, неструктурний підрозділ на громадських засадах при ІІУ.

## Започаткування
Після проголошення Незалежності України з'являлися численні праці, в яких висвітлювалися різноманітні сторінки історії козацтва. Однак, на жаль, автори далеко не всіх праць прагнули дотримуватись історичних фактів, виважено оцінювати їх достовірність, надмірно звеличуючи або занадто критично ставлячись до тих чи інших подій та осіб. Така ситуація не могла залишити байдужими науковців, які прагнули до максимально об'єктивного дослідження козацтва. Саме тому виникла ідея створення Всеукраїнського центру з розробки питань виникнення, генези козацтва у минулому, його ролі у сучасному житті України та координації сил, що займаються дослідженням і популяризацією даної проблематики.
Протягом 1996—1997 рр. ці наміри знайшли своє втілення в організації Науково-дослідного інституту козацтва, що об'єднав ряд професійних учених, зацікавлених у всебічній науковій розробці історії та сучасних проблем козацтва. Особливо вагому роль у заснуванні першого в Україні Інституту козацтва відіграв директор Інституту історії України НАН України, академік НАН України, доктор історичних наук Валерій Смолій.
15 липня 1998 р. за наказом N 1 директора Інституту історії України, академіка НАН України Валерія Смолія «Про створення у структурі Інституту історії України Національної Академії наук України Центру „Науково-дослідний інститут козацтва“» на посаді директора-організатора Інституту козацтва було затверджено кандидата історичних наук, старшого наукового співробітника Тараса Чухліба. Згідно з цим наказом були утворені Запорозьке й Донецьке регіональні відділення Інституту козацтва і на посадах їхніх директорів-організаторів, відповідно, призначено кандидата історичних наук Арнольда Сокульського та доктора історичних наук, професора Василя Пірка. 2 лютого 1999 р. створено Одеське регіональне відділення Інституту козацтва на чолі з кандидатом історичних наук Ігорем Сапожниковим. 27 січня 2000 р. Інститут козацтва уклав угоду про співпрацю з Одеським державним університетом ім. І. Мечникова щодо організаційного та наукового забезпечення діяльності Відділу історії козацтва на півдні України. Його очолила кандидат історичних наук, доцент Олена Бачинська. 14 жовтня 2000 р. заступником директора Інституту козацтва було призначено кандидата філософських наук Володимира Муляву. 10 жовтня 2002 р. було утворено Нікопольське регіональне відділення на базі Нікопольського державного історичного музею.

## Мета
Основна мета — координація наукової та науково-громадської діяльності у сфері досліджень історії козацтва і національно-визвольних рухів в Україні та інших країнах світу; видання наукової, науково-популярної та науково-методичної літератури, проведення конференцій тощо.

## Структура
Директором НДІК є доктор історичних наук Тарас Чухліб, заступниками — кандидат філософських наук Володимир Мулява, кандидат педагогічних наук Олександр Притула, кандидат історичних наук Владислав Грибовський
Керівний орган — Науково-методична рада.
Структурно складається з регіональних відділень:
- Дніпровського (доктор історичних наук Ганна Швидько)
- Донецького (доктор історичних наук Василь Пірко)
- Запорізького (кандидат педагогічних наук Олександр Притула)
- Кам'янець-Подільського (кандидат історичних наук Володимир Газін)
- Львівського (доктор історичних наук Вадим Задунайський)
- Межигірського (Геннадій Ніколаєнко)
- Миколаївського (Валентин В'юн)
- Ніжинського (доктор історичних наук Євген Луняк)
- Нікопольського (кандидат історичних наук Владислав Грибовський)[7]
- Одеського (кандидат історичних наук Ігор Сапожніков)
- Херсонського (кандидат історичних наук Світлана Андреєва)
- Чернігівського (доктор історичних наук Сергій Леп'явко)
- Чигиринського (Василь Полтавець)

При Одеському національному університеті імені І. Мечникова організовано
- Відділ історії козацтва на Півдні України (доктор історичних наук Олена Бачинська).

Також у структурі НДІ Козацтва діє Центр історичної антропології (завідувач — Євген Букет) та Сектор дослідження національно-визвольних рухів Східної Європи.

## Діяльність
серія «Козацька спадщина»
У започаткованій Інститутом козацтва серії видань «Козацька спадщина» побачили світ книги:
- «Козацькі січі (нариси з історії козацтва XV—XVIII ст.» (К.—Запоріжжя, 1997);
- «Полководці Війська Запорозького: історичні портрети» (кн. 1. К., 1998; кн. 2. К., 2002).

монографії
У рамках програм Інституту історії України НАН України та НДІК опубліковано монографії відомих сучасних учених-козакознавців О.Гуржія, В.Горобця, П.Саса, В.Щербака, В.Пірка та С.Леп'явка.
У 2006 - 2007 роках побачила світ 2-х томна "Історія українського козацтва" (загальний обсяг - 1600 стор.) за авторством 30 науковців.
матеріали конференцій
На основі однойменних конференцій випущено збірники наукових праць та матеріалів:
- «Запорозьке козацтво в українській історії, культурі та національній самосвідомості» (К.—Запоріжжя, 1997);
- «Семен Палій та Фастівщина в історії України» (К.—Фастів, 1997);
- «Національно-визвольна війна середини XVII ст.: політика, ідеологія, військове мистецтво» (К., 1998);
- «Українська козацька держава: витоки та шляхи історичного розвитку» (К., 2000);
- «Переяславська рада та українсько-російська угода 1654 р.: історія, історіографія, ідеологія» (К., 2005);
- «Козацтво у вітчизняній та загальноєвропейській історії» (Одеса, 2005);
- «Сучасні проблеми в дослідженні історії запорозького козацтва» (Запоріжжя, 2007) та ін.

видання відділень НДІК
Серед головних видань Запорізького відділення НДІК:
- збірник документів «Науково-правова база відродження козацтва (Україна, Росія, Білорусь, Казахстан, Молдова)» (2003),
- книга «Іван Сірко» (2000) та ін.;

Донецького відділення:
- В.Пірко «Заселення Степової України в XVI—XVIII ст.» (Донецьк, 1998)
- В.Задунайський «Пособие по казачьему боевому искусству» (Ростов-на-Дону, 2003);

Одеське відділення:
- монографія І. та Г. Сапожникових «Запорожские и черноморские казаки в Хаджибее и Одессе (1770—1820 рр.)» (1998),
- збірник «Історія Хаджибея (Одеси) 1415—1795 рр. в документах» (2000),
- О.Бачинська «Козацтво в „післякозацьку добу“ української історії (кінець XVIII—XIX ст.)» (Одеса, 2009),
- Т.Гончарук «Потьомкін — „гетьман“ українського козацтва» (2002),
- колективна праця «Одеса козацька» (2000, 2008),
- збірник документів та матеріалів «Козацтво на Півдні України: Кінець XVIII — XIX ст.» (2000);

Дніпропетровське відділення:
- книга О.Репана, В.Старостіна і О.Харлана «Коріння міста: Поселення XVI—XVIII ст. в історії Дніпропетровська» (2008);

Нікопольське відділення:
- В.Грибовський «Кошовий отаман Петро Калнишевський)» (Дніпропетровськ, 2004),
- «Гетьмани України: війна, політика, кохання» (Київ, 2016),
- «Донеччина та Луганщина — козацькі землі України» (Київ, 2017) авторства Т.Чухліба

та ін.
Разом із Всеукраїнською спілкою краєзнавців та Лисянською районною спілкою краєзнавців «Витоки»:
- книга «Край козацький: Довідник з історії Лисянщини» (К., 2004).

фундаментальні видання
Підсумком багаторічної діяльності Ін-ту козацтва стало
- видання «Історії українського козацтва: Нариси» (у 2-х т. К., 2006—07) за редакторства академіка НАН України В.Смолія та авторства 33-х провідних істориків з України й Росії.
- Протягом 2009—2010 рр. було здійснено перевидання цього унікального 1600-сторінкового видання.

У 2014 р. колектив Науково-дослідного інституту козацтва спільно з вченими багатьох країн світу опублікував
- фундаментальне видання «Українська держава XVII—XVIII століть: політика, культура, суспільство».
- У 2015 р. побачила світ узагальнююча наукова праця «Українське козацтво. Золоті сторінки історії» авторства Т. Чухліба, О. Бачинської та В. Щербака.

наукові конференції, круглі столи
Протягом 1997—2018 років НДІК спільно з Міністерством Оборони України, Міністерством культури України, Міністерством освіти на науки України, Музеєм Гетьманства, Гетьманським Фондом імені Петра Дорошенка проводив наукові конференції, «круглі столи» та презентації за участю провідних істориків України, Європи та світу.
НДІКом налагоджена співпраця з міністерствами, відомствами, установами та громадськими організаціями. Спільно з Донецькою, Запорізькою, Львівською, Черкаською, Чернігівською, Полтавською, Херсонською, Миколаївською й Одеською обласними державними адміністраціями, міськими радами, Українським козацтвом, Українським інститутом національної пам'яті, проводяться науково-практичні конференції та «круглі столи», зокрема:
- «Козацтво на Півдні України» (Одеса, 1997),
- «Сучасна козацька педагогіка» (К., 1997),
- «Проблеми історії та сучасного розвитку Українського козацтва як державотворчої інституції» (Черкаси, 1999),
- «Актуальні проблеми та перспективи дослідження історії козацтва» (Запоріжжя, 2005),
- «Обговорення проекту Закону України про козацтво» (К., 2008),
- «Гетьман Іван Мазепа в історії України, Росії та Швеції» (Дніпропетровськ, 2009),
- «Донеччина — козацька земля України» (Київ, 2015),
- «Монументальна спадщина Російської імперії в Україні: чи є Петро Перший та Катерина Друга героями української історії?» (2017).

На Одещині виконується
- програма «Пам'ятки українського та російського населення Північно-Західного Причорномор'я».

НДІК плідно співпрацює з Малою Академією наук у Києві, підготовлено
- навчальну програму спецкурсу «Історія українського козацтва».

консультації органам влади
НДІК надає консультативну допомогу Раді Українського козацтва при Президентові України, а його співробітники брали участь у розробках Національної програми відродження й розвитку Українського козацтва на 2002—05 та підготовці проектів Указів Президентів України щодо козацтва.
Фахівцями інституту надано низку пропозицій до проекту Закону України про підтримку сучасного козацького руху, а також Державної цільової програми розвитку козацтва в Україні на 2009—12.
періодичні видання
Інститут козацтва має свої загальноукраїнські та регіональні періодичні видання:
- «Гетьман» (Київ),
- «Запорозька старовина» (Запоріжжя),
- «Українська козацька держава» (Черкаси),
- «Січеславський альманах» (Дніпропетровськ), видається з 2005 року, редактор Ганна Кирилівна Швидько[8],
- «Чорноморська минувшина» (Одеса), видається з 2006 року, головний редактор Валерій Смолій, відповідальний редактор — Олена Бачинська[9],
- «Козацька спадщина» (Нікополь), видається з 2004 року, головний редактор — Владислав Грибовський.[10][11]

презентації
Протягом 2015—2017 років вчені Інституту козацтва неодноразово презентували свої книги воякам Збройних Сил України під час війни з Російською Федерацією у Маріуполі, Краматорську та інших містах.